# Anatolis-Alexis Sundas
Anatolis-Alexis Sundas (Nagyvárad, 1994. január 22.) román-görög labdarúgó. Anatolis egy nyilatkozatában megemlítette, hogy szívesen szerepelne akár a magyar válogatottban is.